# Почтовые марки России (2008)
Почтовые марки России (2008) — каталог знаков почтовой оплаты (марок, блоков, листов), введённых в обращение «Почтой России» в 2008 году.
Всего в этом году было выпущено 79 почтовых марок, 8 почтовых блоков и 26 малых листов.

## Список коммеморативных марок
Порядок следования элементов в таблице соответствует номеру по каталогу марок России на официальном сайте издатцентра «Марка», в скобках приведены номера по каталогу «Михель».
| № | Изображение | Описание | Номинал                  | Дата        | Тираж                  | Художник              | П      |
| --- | ----------- | --- | ------------------------ | ----------- | ---------------------- | --------------------- | ------ |
| № 1216 (Mi #1448) |             | 150-летие выхода в почтовое обращение первой российской марки. Почтовая тройка на фоне карты Российской империи второй половины XIX в. | 8.00 руб.                | 10 января   | 230 000                | Капранов С.           | [ 3 ]  |
| № 1217 (Mi #1449) |             | 125 лет со дня рождения Алексея Николаевича Толстого (1883—1945), писателя. Портрет А. Н. Толстого. | 6.00 руб.                | 10 января   | 200 000                | Батов А. Московец А.  | [ 4 ]  |
| № 1218 (Mi #1450) |             | «Лауреаты Нобелевской премии». 100 лет со дня рождения Льва Давидовича Ландау (1908—1968). Портрет Л. Д. Ландау. | 6.00 руб.                | 22 января   | 200 000                | Московец А.           | [ 5 ]  |
| № 1219 (Mi #1451) |             | «Лауреаты Нобелевской премии». 100 лет со дня рождения Ильи Михайловича Франка (1908—1990), физика. Портрет И. М. Франка. | 6.00 руб.                | 22 января   | 200 000                | Московец А.           | [ 6 ]  |
| № 1220 (Mi #1452) |             | 250 лет со дня рождения Августина Бетанкура (1758—1824), инженера, архитектора. Портрет А. Бетанкура на фоне чертежа здания Экспедиции заготовления государственных бумаг. | 9.00 руб.                | 1 февраля   | 210 000                | Лемешко С.            | [ 7 ]  |
| № 1221 (Mi #1453) |             | 450 лет Астрахани. Астраханский кремль. | 9.00 руб.                | 22 февраля  | 230 000                | Тюкаев В. Дробышев А. | [ 8 ]  |
| № 1222 (Mi #1454) |             | 100 лет со дня рождения Валентина Петровича Глушко (1908—1989), ученого. Портрет В. П. Глушко на фоне изобретенного им жидкостного ракетного двигателя, а также ракеты, на которой он был установлен. | 8.00 руб.                | 17 марта    | 230 000                | Дробышев А.           | [ 9 ]  |
| № 1223 (Mi #1455) № 1224 (Mi #1456) № 1225 (Mi #1457) № 1223—1225 (Mi #1455—1457BL108)                                                                    |             | Археологическое наследие России: - Бронзовая пластина с изображением фантастического зверя. II в. до н.э. — I в.н.э. - Бронзовая пластина с изображением быков. II в. до н.э. — I в.н.э. - Оленная бляха. IV—III вв. до н.э. | 12.00 руб.               | 25 марта    | 120 000                | Московец А.           | [ 10 ] |
| № 1226 (Mi #1458) № 1227 (Mi #1459) № 1228 (Mi #1460) № 1226—1228 (Mi #1458—1460) (Mi #1458—1460BL109)                                                    |             | Игры XXIX Олимпиады. Пекин — 2008: - Олимпийские кольца на голубом фоне. - Олимпийские кольца на черном фоне. - Олимпийские кольца на красном фоне. | 8.00 руб.                | 15 апреля   | 220 000 98 000         | Московец А.           | [ 11 ] |
| № 1229 (Mi #1461BL110) |             | 225 лет Черноморскому флоту России. Андреевский флаг, Военно-морской флаг СССР, очертания Чёрного моря, памятник затопленным кораблям, эмблема Военно-морского флота России, орден Красного Знамени, георгиевская лента. | 15.00 руб.               | 29 апреля   | 100 000                | Дробышев А.           | [ 12 ] |
| № 1230 (Mi #1462) (Mi #1462KB) |             | Письмо. Выпуск по программе «Европа». | 8.00 руб.                | 5 мая       | 200 000 97 000         | Капранов С.           | [ 13 ] |
| № 1231 (Mi #1463) |             | 2 марта 2008 года Президентом Российской Федерации избран Д. А. Медведев. | 7.00 руб.                | 7 мая       | 200 000                | Московец А.           | [ 14 ] |
| № 1232 (Mi #1464) № 1233 (Mi #1465) № 1234 (Mi #1466) № 1235 (Mi #1467) № 1236 (Mi #1468)                                                                 |             | Россия. Регионы: - Волгоградская область. Памятник-ансамбль «Героям Сталинградской битвы» на Мамаевом кургане с фигурой Родины–матери, Волго-Донской канал, ГЭС. - Красноярский край. Заповедник «Столбы», Красноярская ГЭС, часовня Параскевы Пятницы на Караульной горе. - Пензенская область. Усадьба государственного музея-заповедника «Тарханы», Троицкий Сканов монастырь, хрустальная ваза с завода «Красный гигант». - Свердловская область. Пейзаж Свердловской области, малахит, Невьянская наклонная башня. - Ярославская область. Волжский пейзаж, Ростовский кремль, шина производства Ярославского шинного завода. | 8.00 руб.                | 20 мая      | 210 000                | Бельтюков В.          | [ 15 ] |
| № 1237 (Mi #1469) № 1238 (Mi #1470) № 1237—1238 (Mi #1469—1470) (Mi #1469—1470KB)                                                                         |             | Совместный выпуск Российская Федерация — Румыния. Памятники Всемирного культурного наследия: - Владимир. Дмитровский собор. XII в. - Румыния. Монастырь Воронец. XV в. Церковь Св. Георгия. | 12.00 руб.               | 23 июня     | 210 000 100 000        | Комса Р.              | [ 16 ] |
| № 1239 (Mi #1471BL111) |             | 75 лет Северному флоту России. Военно-морской (Андреевский) флаг, флаг ВМФ СССР, тяжелый авианесущий крейсер «Адмирал флота Советского Союза Кузнецов», гербовая эмблема Военно-морского флота, орден Красного Знамени, тяжелая атомная подводная лодка с баллистическими ракетами, малый ракетный корабль. | 15.00 руб.               | 26 июля     | 100 000                | Московец А.           | [ 17 ] |
| № 1240 (Mi #1478BL113) |             | История Российского государства. Николай I (1796—1855), император. Портрет Николая I, храм Христа Спасителя, морские суда. | 35.00 руб.               | 8 августа   | 120 000                | Балиев Г.             | [ 18 ] |
| № 1241 (Mi #1471) |             | 50 лет вертолётному спорту. | 5.00 руб.                | 12 июля     | 200 000                | Комса Р.              | [ 19 ] |
| № 1242 (Mi #1472) |             | Покровский собор (Храм Василия Блаженного). | 7.50 руб.                | 25 июля     | 1 500 000              | Поварихин А.          | [ 20 ] |
| № 1243 (Mi #1474) (Mi #1474KB) |             | 450-летие добровольного вхождения Удмуртии в состав Российского государства. Фрагмент монумента «Навеки с Россией». | 7.50 руб.                | 28 июля     | 450 000 50 000         | Комса Р.              | [ 21 ] |
| № 1244 (Mi #1475) № 1245 (Mi #1476) № 1246 (Mi #1477) № 1244—1246 (Mi #1475—1477BL112)                                                                    |             | Всемирное культурное наследие России. Кижи: - Церковь Преображения Господня. 1714 г. - Колокольня Кижского погоста. 1862 г. (перестроена в 1874 г.). - Церковь Покрова Пресвятой Богородицы. 1694—1764 гг. | 10.00 руб.               | 31 июля     | 100 000                | Московец А.           | [ 22 ] |
| № 1247 (Mi #1479) № 1248 (Mi #1480) № 1249 (Mi #1481) № 1247—1249 (Mi #1479—1481)                                                                         |             | Международный полярный год: - Ледокол «Красин». - Атомный ледокол «Россия». - Ледокол «Профессор Молчанов». | 6.00 7.00 8.00 руб.      | 28 августа  | 200 000                | Дробышев А.           | [ 23 ] |
| № 1265 (Mi #1497BL115) |             | К 190-летию Гознака. | 20.00 руб.               | 1 сентября  | 120 000                | Поварихин А.          | [ 24 ] |
| № 1266 (Mi #1498) № 1267 (Mi #1499) № 1268 (Mi #1500) № 1266—1268 (Mi #1498—1500)                                                                         |             | Флора и фауна. Лес и его обитатели: - Белка и дятел. - Оленёнок. - Грибы. | 7.00 руб.                | 12 сентября | 200 000                | Лучникова О.          | [ 25 ] |
| № 1269 (Mi #1501) № 1270 (Mi #1502) № 1271 (Mi #1503) № 1269—1271 (Mi #1501—1503BL116)                                                                    |             | История российского казачества: - Медаль российского казачества «За государственную службу». - Эмблема казачьих войск. - Золотое оружие «За храбрость». | 10.00 руб.               | 17 сентября | 110 000                | Бельтюков В.          | [ 26 ] |
| № 1272 (Mi #1504) |             | Россия. Регионы. Ленинградская область. Константиновский дворец, Пулковская обсерватория, Петергоф (фонтан «Самсон»). | 8.00 руб.                | 17 сентября | 210 000                | Бельтюков В.          | [ 27 ] |
| № 1273 (Mi #1505) (Mi #1505KB) № 1274 (Mi #1506) (Mi #1506KB) № 1273—1274 (Mi #1505—1506KB)                                                               |             | Вертолеты фирмы «Камов»: - Ка-32. - Ка-226. | 7.00 руб.                | 2 октября   | 700 000 50 000 100 000 | Комса Р.              | [ 28 ] |
| № 1275 (Mi #1507) № 1276 (Mi #1508) № 1277 (Mi #1509) № 1275—1277 (Mi #1507—1509)                                                                         |             | Центральный Сихоте-Алинь. Объект Всемирного природного наследия: - Горный пейзаж. - Горный пейзаж. - Горный пейзаж. | 7.00 8.00 9.00 руб.      | 15 октября  | 190 000                | Поварихин А.          | [ 29 ] |
| № 1278 (Mi #1510) (Mi #1510KB) |             | 15 лет Совету Федерации Федерального Собрания Российской Федерации | 10.00 руб.               | 13 ноября   | 700 000 50 000         | Комса Р. Поварихин А. | [ 30 ] |
| № 1279 (Mi #1511) (Mi #1511KB) |             | 15 лет Государственной Думе Федерального Собрания Российской Федерации. | 10.00 руб.               | 13 ноября   | 700 000 50 000         | Комса Р. Поварихин А. | [ 31 ] |
| № 1280 (Mi #1512) (Mi #1512KB) № 1281 (Mi #1513) (Mi #1513KB) № 1282 (Mi #1514) (Mi #1514KB) № 1283 (Mi #1515) (Mi #1515KB) № 1280—1283 (Mi #1512—1515KB) |             | Архитектурные сооружения. Мосты: - Москва. Живописный мост через Москву-реку. - Кимры. Мост через реку Волгу. - Сургут. Мост через реку Обь. - Санкт-Петербург. Большой Обуховский мост через реку Неву. | 6.00 7.00 8.00 9.00 руб. | 28 ноября   | 1 200 000 100 000      | Московец А.           | [ 32 ] |
| № 1284 (Mi #1516) (Mi #1516KB) |             | 100 лет Шуваловской школе плавания. | 8.00 руб.                | 5 декабря   | 800 000 50 000         | Дробышев А.           | [ 33 ] |
| № 1285 (Mi #1517) (Mi #1517KB) |             | Россия — чемпион мира по хоккею-2008. | 8.00 руб.                | 5 декабря   | 720 000 60 000         | Дробышев А.           | [ 34 ] |
| № 1286 (Mi #1518) (Mi #1518KB) № 1287 (Mi #1519) (Mi #1519KB) № 1288 (Mi #1520) (Mi #1520KB) № 1289 (Mi #1521) (Mi #1521KB) № 1286—1289 (Mi #1518—1521KB) |             | Памятники науки и техники. Велосипеды: - Складной велосипед военного образца «Лейтнер». Россия. 1917 год. - Гоночный трековый велосипед ГМ-30. СССР. 1938 год. - Велосипед ЗиЧ-1. СССР. 1946 год. - Дорожный женский велосипед В-22. СССР. 1954 год. | 7.00 руб.                | 11 декабря  | 800 000 100 000        | Бельтюков В.          | [ 35 ] |
| № 1290 (Mi #1522) (Mi #1522KB) № 1291 (Mi #1523) (Mi #1523KB) № 1292 (Mi #1524) (Mi #1524KB) № 1293 (Mi #1525) (Mi #1525KB) № 1290—1293 (Mi #1522—1525KB) |             | Декоративно-прикладное искусство Республики Дагестан: - Платочная цепь с подвесками. 2-я половина XIX в. - Головное украшение «Къукъем». Конец XIX в. - Нашивная подвеска со свадебного убора «Маргъал». Конец XIX в. - Кинжал в ножнах. Начало XX в. | 7.50 руб.                | 18 декабря  | 1 100 000 100 000      | Комса Р.              | [ 36 ] |
| № 1294 (Mi #1526) (Mi #1526KB) |             | С Новым годом! | 7.50 руб.                | 18 декабря  | 800 000 100 000        | Лучникова О.          | [ 37 ] |

## Пятый выпуск стандартных марок
Порядок следования элементов в таблице соответствует номеру по каталогу марок России на официальном сайте издатцентра «Марка», в скобках приведены номера по каталогу «Михель».
| № | Изображение | Описание | Номинал                                                                           | Дата       | Тираж    | Художник    | П      |
| --- | ----------- | --- | --------------------------------------------------------------------------------- | ---------- | -------- | ----------- | ------ |
| № 1250 (Mi #1482) № 1251 (Mi #1483) № 1252 (Mi #1484) № 1253 (Mi #1485) № 1254 (Mi #1486) № 1255 (Mi #1487) № 1256 (Mi #1488) № 1257 (Mi #1489) № 1258 (Mi #1490) № 1259 (Mi #1491) № 1260 (Mi #1492) № 1261 (Mi #1493) № 1262 (Mi #1494) № 1263 (Mi #1495) № 1264 (Mi #1496) |             | Пятый выпуск стандартных почтовых марок Российской Федерации: - Заяц на желтом фоне. - Заяц на золотисто-оранжевом фоне. - Заяц на зеленовато-коричневом фоне. - Лиса на светло-зеленом фоне. - Лиса на темно-зеленом фоне. - Лиса на сине-зеленом фоне. - Рысь на голубом фоне. - Рысь на синем фоне. - Рысь на сине-фиолетовом фоне. - Лось на розовом фоне. - Лось на розово-фиолетовом фоне. - Лось на темно-фиолетовом фоне. - Медведь на охристо-красном фоне. - Медведь на темно-красном фоне. - Медведь на коричнево-красном фоне. | 0.10 0.15 0.25 0.30 0.50 1.00 1.50 2.00 2.50 3.00 4.00 5.00 6.00 10.00 25.00 руб. | 29 августа | массовый | Дробышев А. | [ 38 ] |

## Комментарии
1. ↑  Ниже приведён перечень коммеморативных марок (с возможностью сортировки по номиналу, тиражу и дате введения в обращение).
2. ↑  Ниже приведён перечень стандартных марок (с возможностью сортировки по номиналу, тиражу и дате введения в обращение).